# Bernard Wrightson
Bernard Charles Wrightson, conosciuto anche come Bernie Wrightson, (Phoenix, 25 giugno 1944), è un tuffatore statunitense.
Ha rappresentato la nazionale degli Stati Uniti ai Giochi olimpici estivi di Città del Messico 1968, vincendo la medaglia d'oro nel concorso dei tuffi dal trampolino 3 metri. Nel 1984 è stato inserito nell'International Swimming Hall of Fame.

## Palamarès
- Giochi olimpici

Città del Messico 1968: oro nel trampolino 3 m
- Giochi panamericani

Winnipeg 1967: oro nel trampolino 3 m